# Säuling
Säuling – szczyt leżący na granicy austriacko-niemieckiej. Jego sylwetka góruje nad okolicą Füssen i Pfronten. Szczyt wznosi się na wysokość 2047 m n.p.m. Po stronie północnej znajdują się, widoczne z wierzchołka,  zamki Neuschwanstein i Hohenschwangau.